# Myrsine lanaiensis
Myrsine lanaiensis är en viveväxtart som beskrevs av Wilhelm B. Hillebrand.
Myrsine lanaiensis ingår i släktet Myrsine och familjen viveväxter. Inga underarter finns listade i Catalogue of Life.

## Bildgalleri

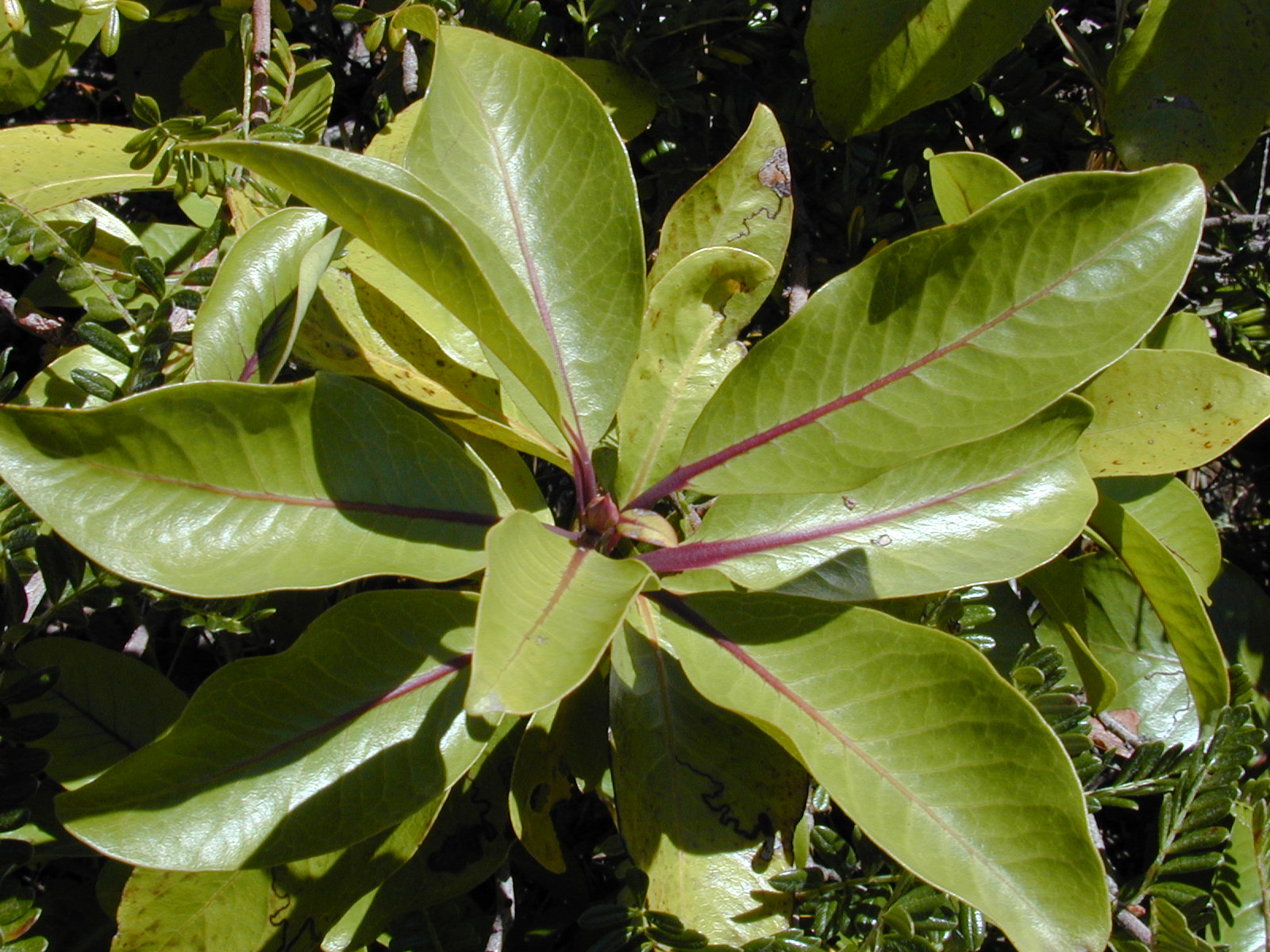
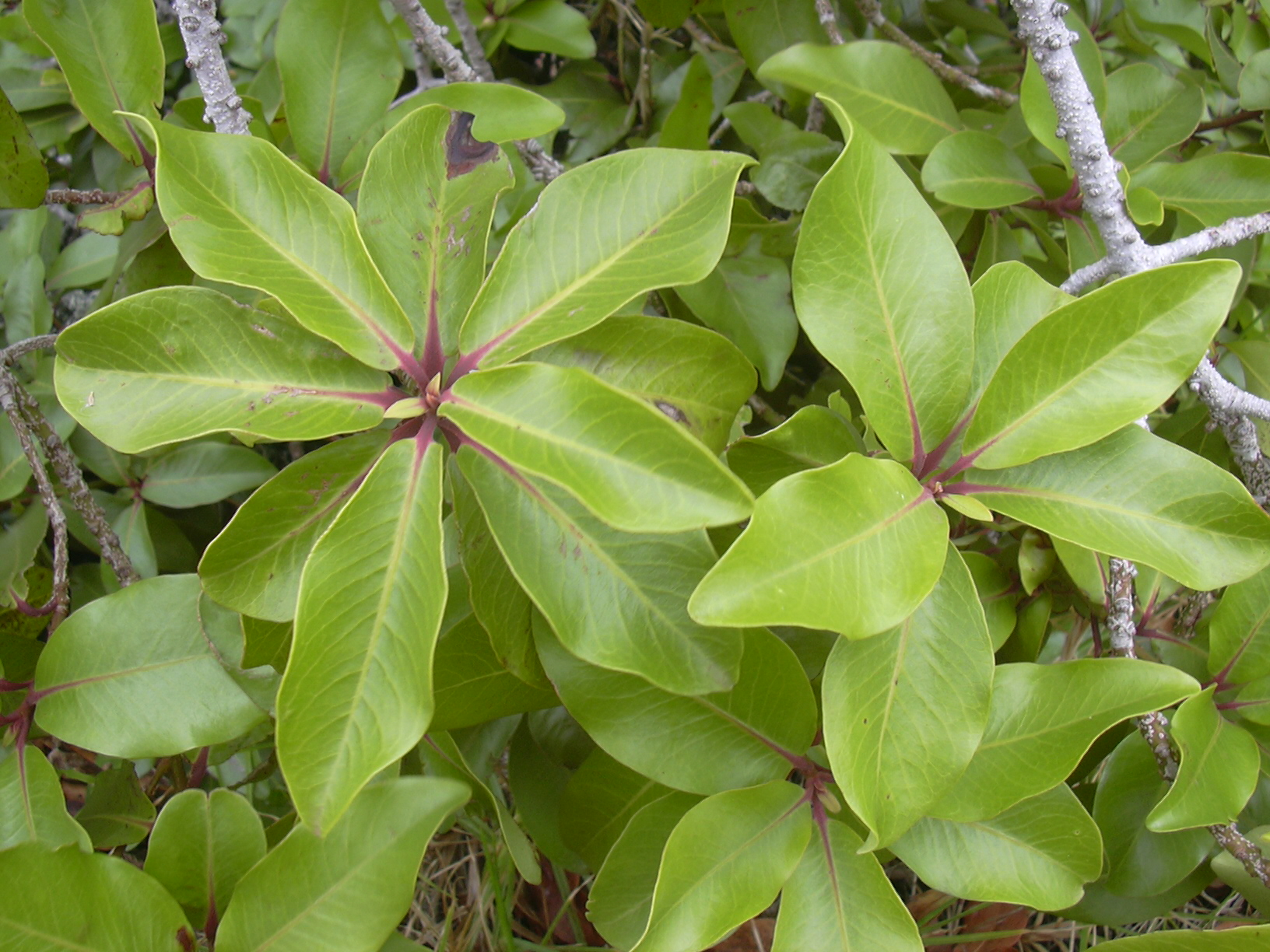
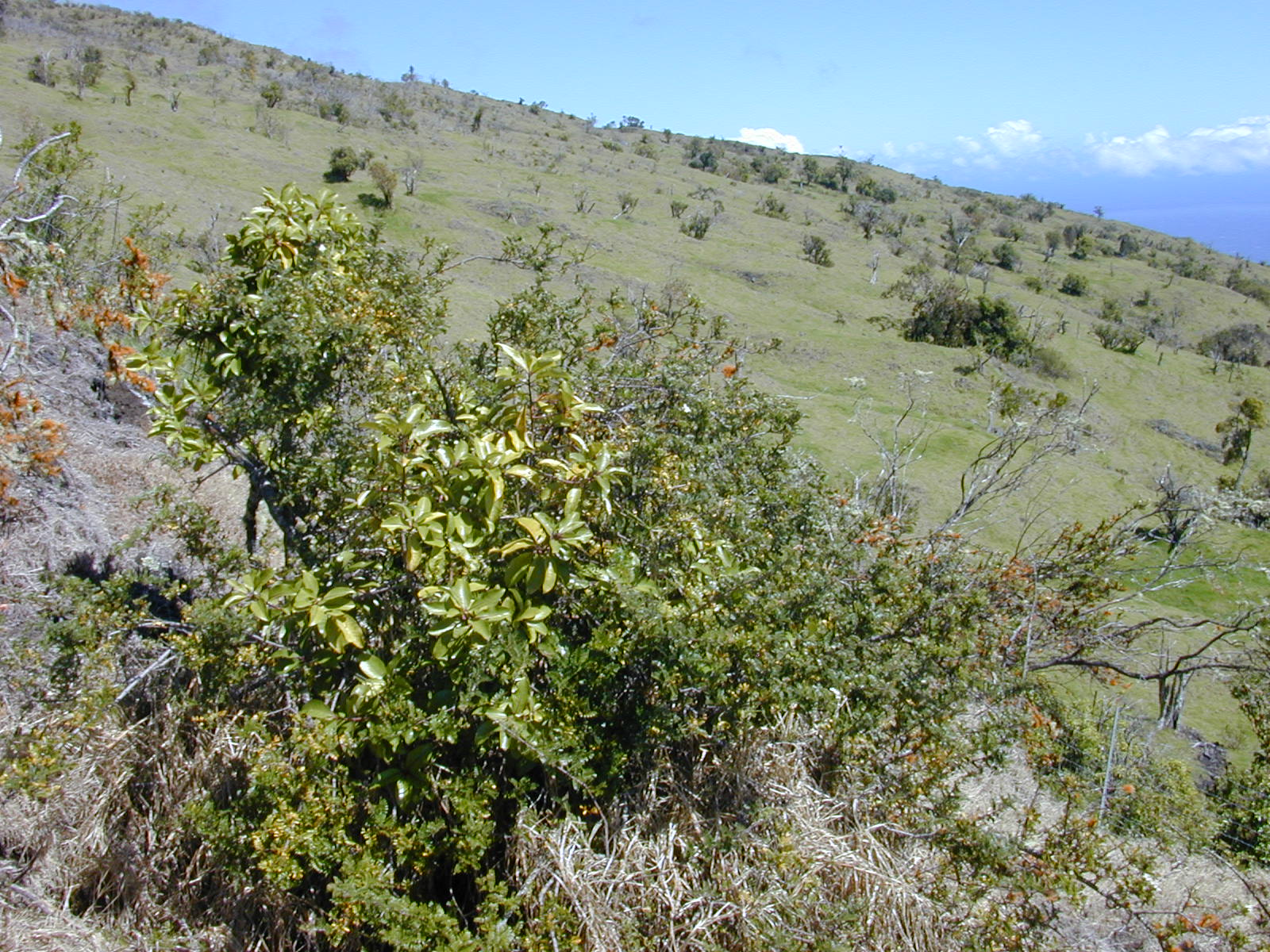
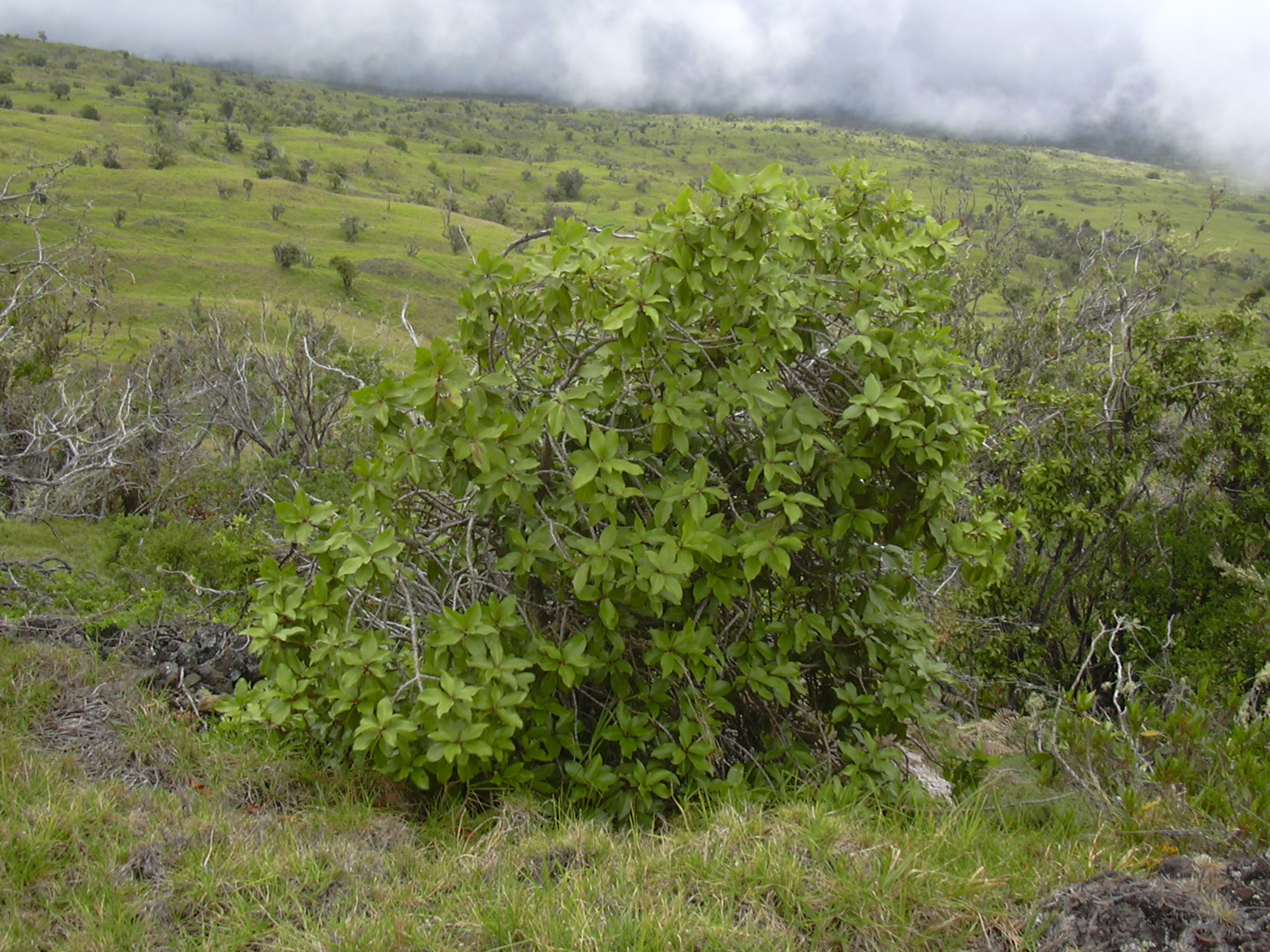
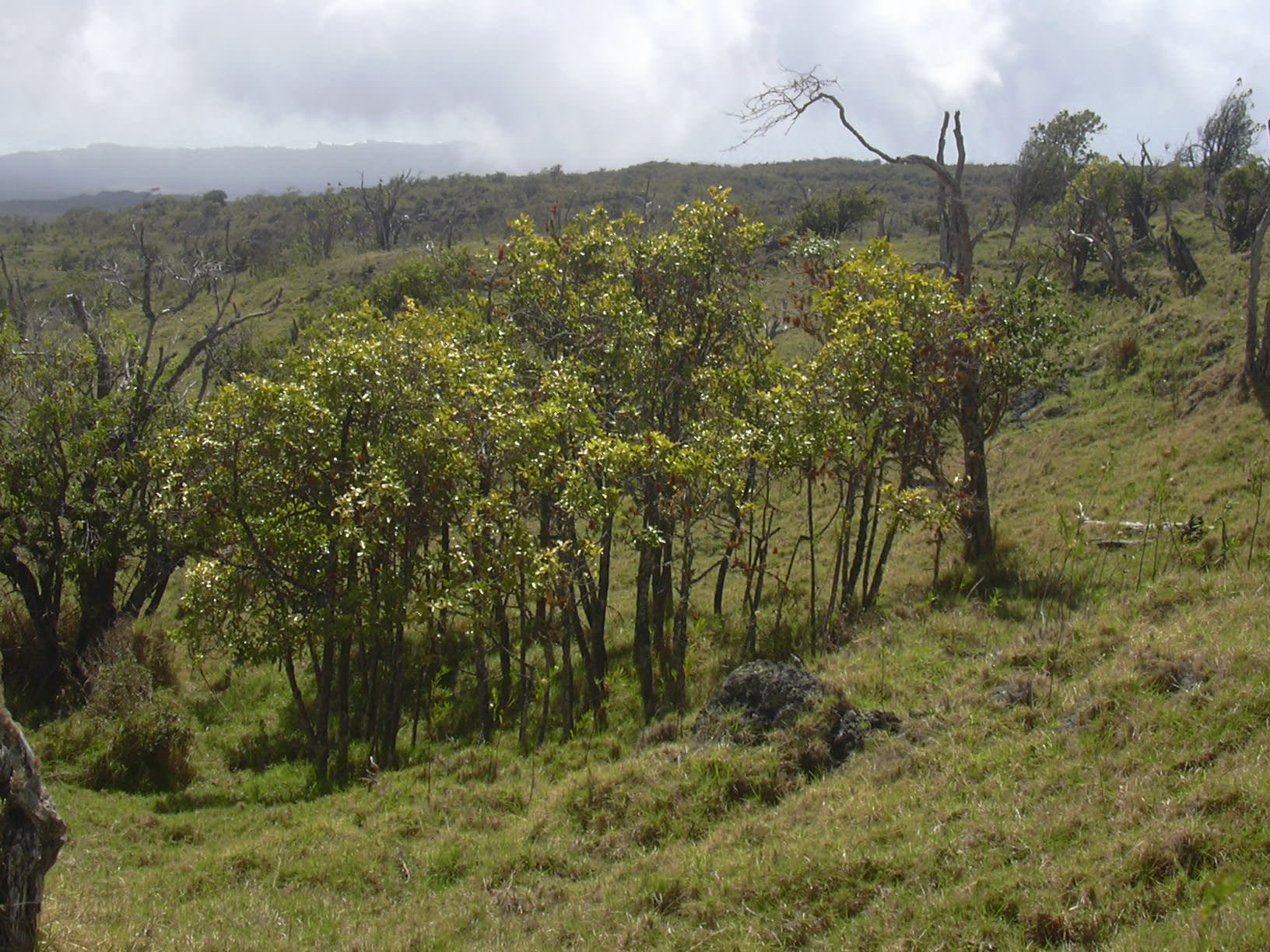
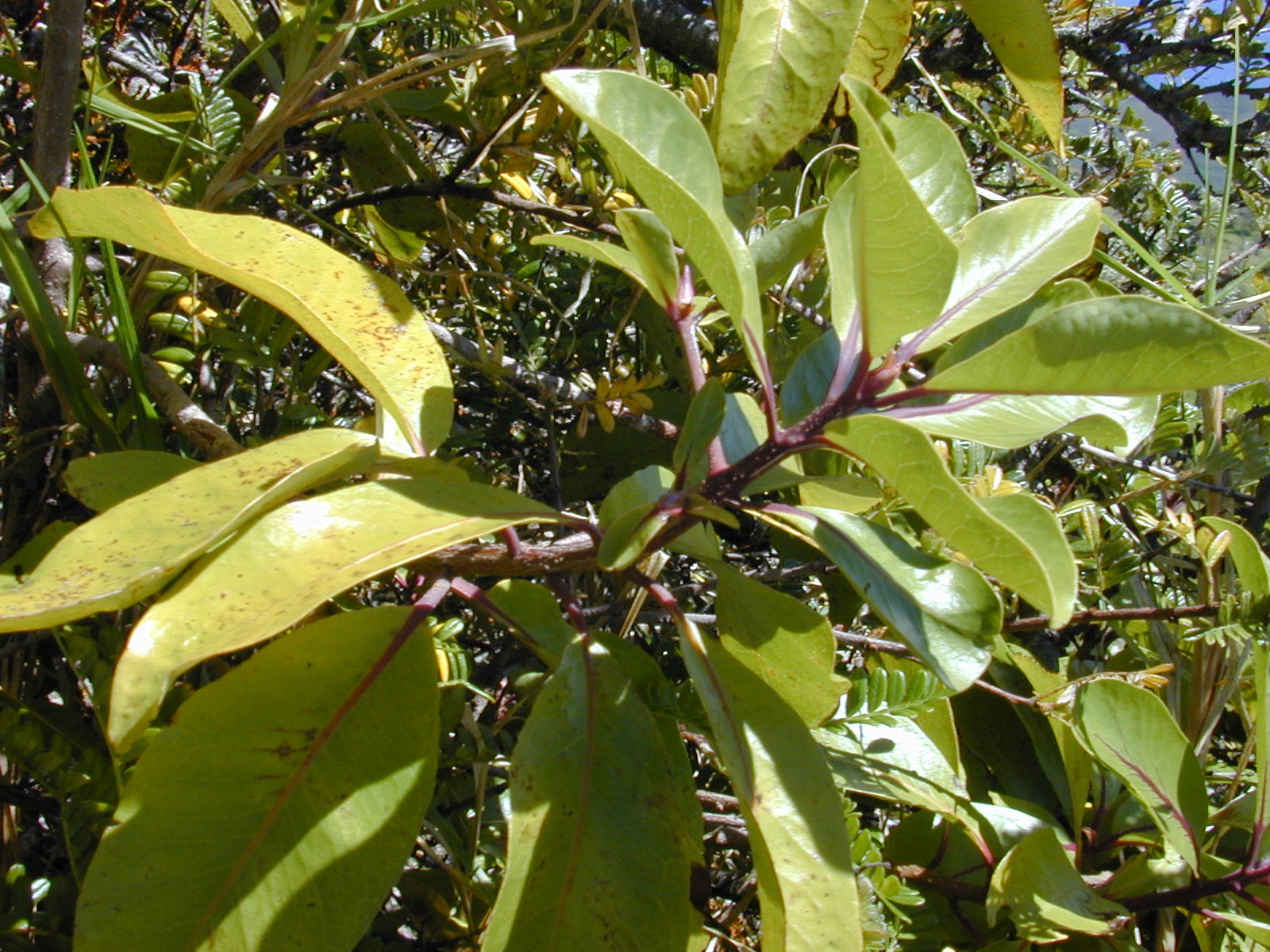